# Первое правительство Анри Кёя
Первое правительство Анри́ Кёя — кабинет министров, правивший Францией с 11 сентября 1948 года по 5 октября 1949 года; в период Четвёртой французской республики, в следующем составе:
- Анри Кёй — председатель Совета министров и министр финансов и экономических дел;
- Андре Мари — вице-председатель Совета министров и министр юстиции;
- Робер Шуман — министр иностранных дел;
- Поль Рамадье — министр национальной обороны;
- Жюль Мок — министр внутренних дел;
- Робер Лакост — министр торговли и промышленности;
- Даниель Мейер — министр труда и социальное обеспечения;
- Андре Колен — министр торгового флота;
- Ивон Дельбос — министр национального образования;
- Робер Бетолу — министр по делам ветеранов и жертв войны;
- Пьер Пфлимлен — министр сельского хозяйства;
- Поль Кост-Флоре — министр заморских территорий;
- Кристиан Пино — министр общественных работ, транспорта и туризма;
- Пьер Шнейтер — министр здравоохранения и народонаселения;
- Эжен Клод-Пти — министр восстановления и градостроительства;

Изменения
- 12 января 1949 года — Морис Пецш наследует Кею как министр финансов и экономических дел;
- 13 февраля 1949 года — Робер Лекур наследует Мари как вице-председатель Совета министров и министр юстиции.